# Aéroport international de Grand Forks
L'aéroport international de Grand Forks (en anglais : Grand Forks International Airport) est un aéroport international desservant la ville de Grand Forks dans le Dakota du Nord, aux États-Unis.